# Stelling van Artin-Wedderburn
In de abstracte algebra, een deelgebied van de wiskunde, is de stelling van Artin-Wedderburn een classificatiestelling voor halfenkelvoudige ringen. De stelling zegt dat een halfenkelvoudige ring {\displaystyle R} voor sommige gehele getallen {\displaystyle n_{i}} en sommige delingsringen {\displaystyle D_{i}} die beide uniek worden bepaald op permutatie van de index {\displaystyle i} na, isomorf is met een product van {\displaystyle n_{i}\times n_{i}}-matrixringen over delingsringen {\displaystyle D_{i}.} In het bijzonder is enige enkelvoudige linker of rechter Artiniaanse ring isomorf met een {\displaystyle n\times n} matrixring over een delingsring {\displaystyle D,} waar zowel {\displaystyle n} als {\displaystyle D} uniek zijn bepaald. 
Als direct uitvloeisel daarvan impliceert de stelling van Artin-Wedderburn dat iedere enkelvoudige ring die eindig-dimensionaal is over een delingsring (een enkelvoudige algebra) een matrixring is. Dit is het originele resultaat van Joseph Wedderburn. Emil Artin heeft dit resultaat later veralgemeend voor het geval van de Artiniaanse ringen.  
Merk op dat als {\displaystyle R} een eindig-dimensionale enkelvoudige algebra over een delingsring {\displaystyle E} is, {\displaystyle D} niet in {\displaystyle E} vervat hoeft te zijn. Matrixringen over de complexe getallen zijn bijvoorbeeld eindig-dimensionale enkelvoudige algebra's over de reële getallen. 
De stelling van Artin-Wedderburn reduceert het classificeren van enkelvoudige ringen over een delingsring tot het classificeren van delingsringen die een gegeven delingsring bevatten. Dit kan op zijn beurt weer worden vereenvoudigd: Het centrum van {\displaystyle D} moet een lichaam/veld {\displaystyle K} zijn. Daarom is {\displaystyle R} een {\displaystyle K}-algebra en heeft {\displaystyle R} het lichaam/veld {\displaystyle K} als centrum. Een eindig-dimensionale enkelvoudige algebra {\displaystyle R} is dus een centrale enkelvoudige algebra over {\displaystyle K}. De stelling van Artin-Wedderburn reduceert het probleem van het classificeren van eindig-dimensionale centrale enkelvoudige algebra's dus tot probleem van het classificeren van delingsringen met een gegeven centrum.

## Voorbeelden
Laat {\displaystyle \mathbb {R} } het veld van de reële getallen, {\displaystyle \mathbb {C} } het lichaam/veld van de complexe getallen en {\displaystyle \mathbb {H} } het scheeflichaam/lichaam van de quaternionen zijn. 
- Elke eindig-dimensionale enkelvoudige algebra over {\displaystyle \mathbb {R} } moet een matrixring over {\displaystyle \mathbb {R} ,\mathbb {C} } of {\displaystyle \mathbb {H} } zijn. Elke centrale enkelvoudige algebra over {\displaystyle \mathbb {R} } moet een matrixring over {\displaystyle \mathbb {R} } of {\displaystyle \mathbb {H} } zijn. Deze resultaten volgen uit de stelling van Frobenius.
- Elke eindig-dimensionale enkelvoudige algebra over {\displaystyle \mathbb {C} } moet een matrixring over {\displaystyle \mathbb {C} } zijn en dus moet iedere centrale enkelvoudige algebra over {\displaystyle \mathbb {C} } een matrixring over {\displaystyle \mathbb {C} } zijn.
- Elke eindig-dimensionale centrale enkelvoudige algebra over een eindig veld moet een matrixring over dat veld zijn.